# Folio

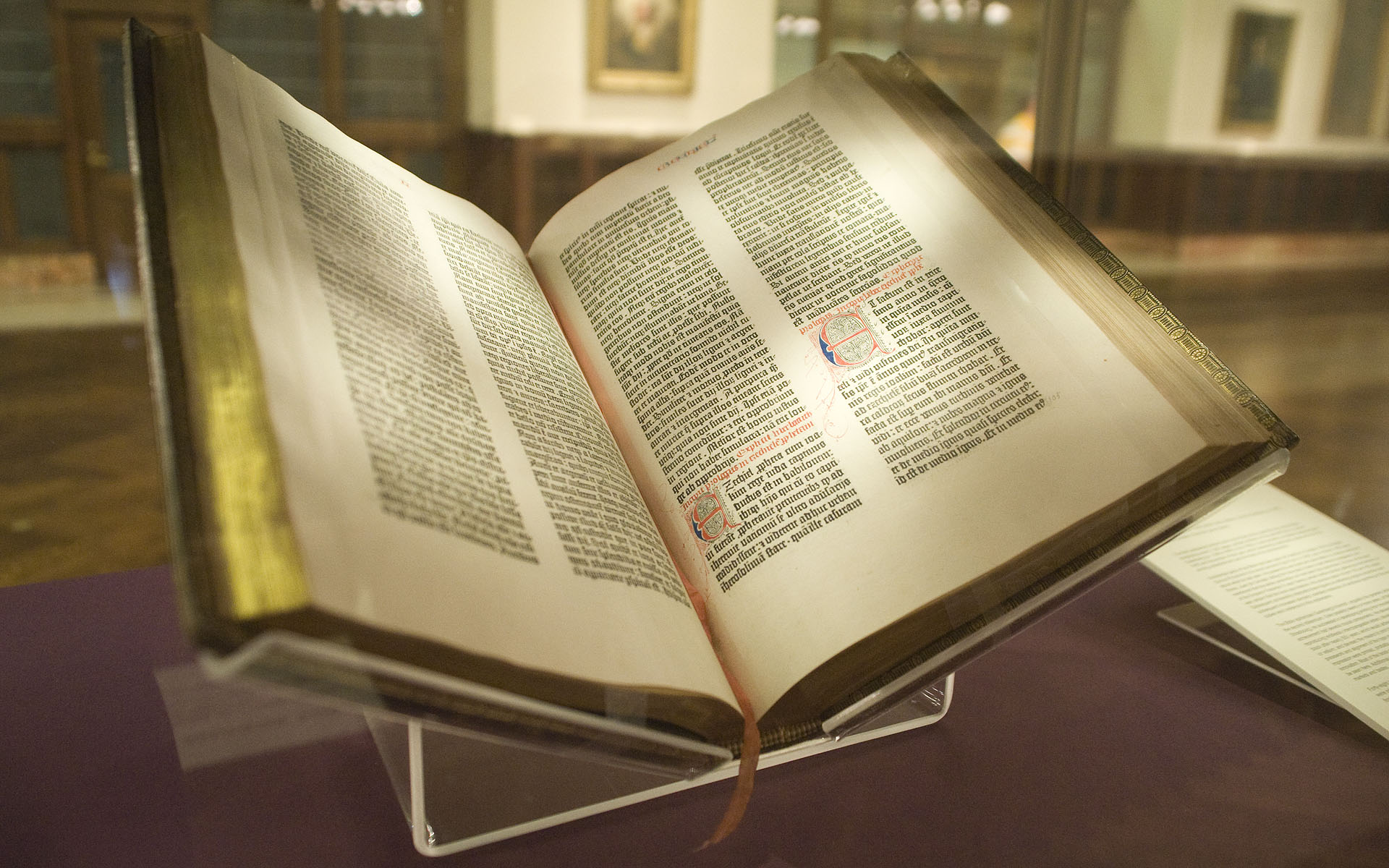
Gutenbergova latinská bible, tištěná in folio (asi 1455)

Folio nebo in folio (z lat. folium, list), zkráceně také 2° nebo fo, je označení pro největší formát knih, který vzniká jedním přeložením archu papíru. Foliový formát má obvykle výšku 380 mm nebo větší. Kniha tohoto formátu se nazývala foliant.

## Popis
Až do poloviny 19. století se papír vyráběl ručně v jednotlivých arších. Jeho velikost byla dána papírenským sítem a možnostmi dělníka s ním manipulovat. Pro tisk in folio se na arch umístily z každé strany dvě tiskové stránky, arch se jednou přeložil, několik archů se vložilo do sebe a svázaly se do knihy. Vynálezem strojní výroby papíru v nekonečných pásech, které lze řezat na téměř libovolné rozměry, ztratilo označení svůj původní smysl, přesto se i dnes někdy užívá jako označení knih velkého formátu čili foliantů.

## Historie
Nejstarší prvotisky – počínaje Gutenbergovou latinskou Biblí z roku 1455 – měly vesměs foliový formát. Teprve ke konci 15. století se zejména v severní Itálii objevují knížky menšího a „kapesního“ formátu – oktáv, později i dvanácterka a šestnácterka – například u Alda Manutia. Zatímco se starší formáty řídily možnostmi ruční výroby papíru, základem dnešních formátů je daleko větší „arch“ A0 o rozměrech 1189 × 841 mm a plochou 1m2. Formáty knih se ovšem od formátů papíru liší, protože složené archy je třeba ještě oříznout.

## Tabulka formátů knih
| Název                | Přeložení           | Zkratka | Stran | Přibližný rozměr | ISO |
| -------------------- | ------------------- | ------- | ----- | ---------------- | --- |
| folio                | 1×                  | 2°      | 4     | 420 × 300 mm     | A3  |
| kvart                | 2×                  | 4°      | 8     | 300 × 210 mm     | A4  |
| oktáv (osmerka)      | 3×                  | 8°      | 16    | 210 × 150 mm     | A5  |
| dvanácterka (duodes) | na třetiny a pak 2× | 12°     | 24    | 176 × 125 mm     | B6  |
| šestnácterka (sedes) | 4×                  | 16°     | 32    | 150 × 105 mm     | A6  |

## Zvláštní významy

Recto a verso

- U rukopisů a jiných vázaných knih, které nemají očíslované stránky (paginaci), se číslují listy (zkratka fol.), často římskými číslicemi. Levá stránka na vedlejším obrázku s číslem 2 by se označila jako "fol. 1v" (verso, rub), pravá s číslem 3 jako "fol. 2r" (recto, líc).
- V anglické literatuře se první vydání spisů Williama Shakespeara z roku 1623 stručně označuje jako První folio nebo Folio 1623.
- Folio je také název řezu písma, různých firem a výrobků.